# Instytut Polski w Mińsku

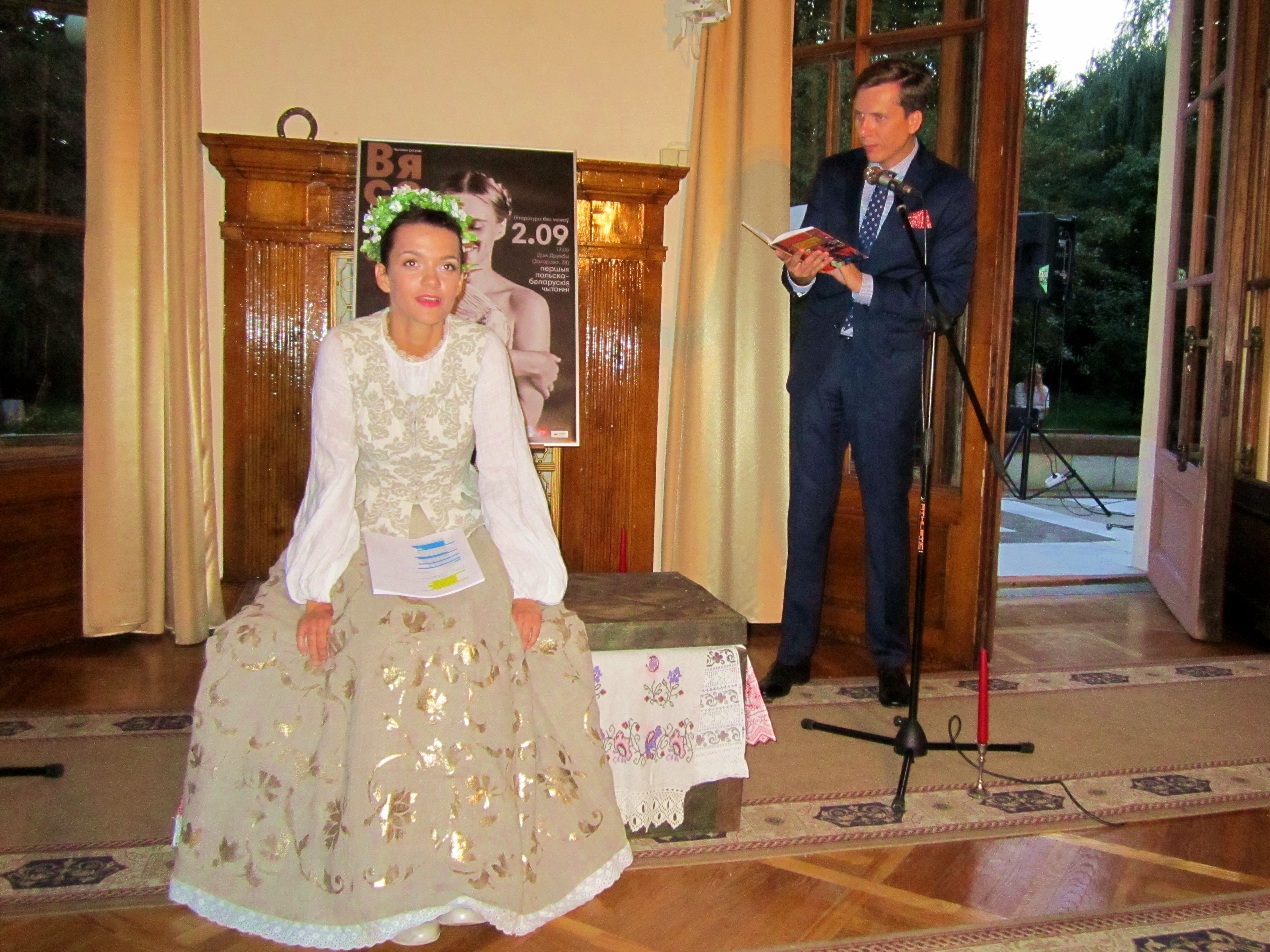
Narodowe Czytanie „Wesela” w Mińsku we wrześniu 2017, organizator – Instytut Polski w Mińsku. Swoją rolę czyta Mateusz Adamski, dyrektor Instytutu (2016–2018)

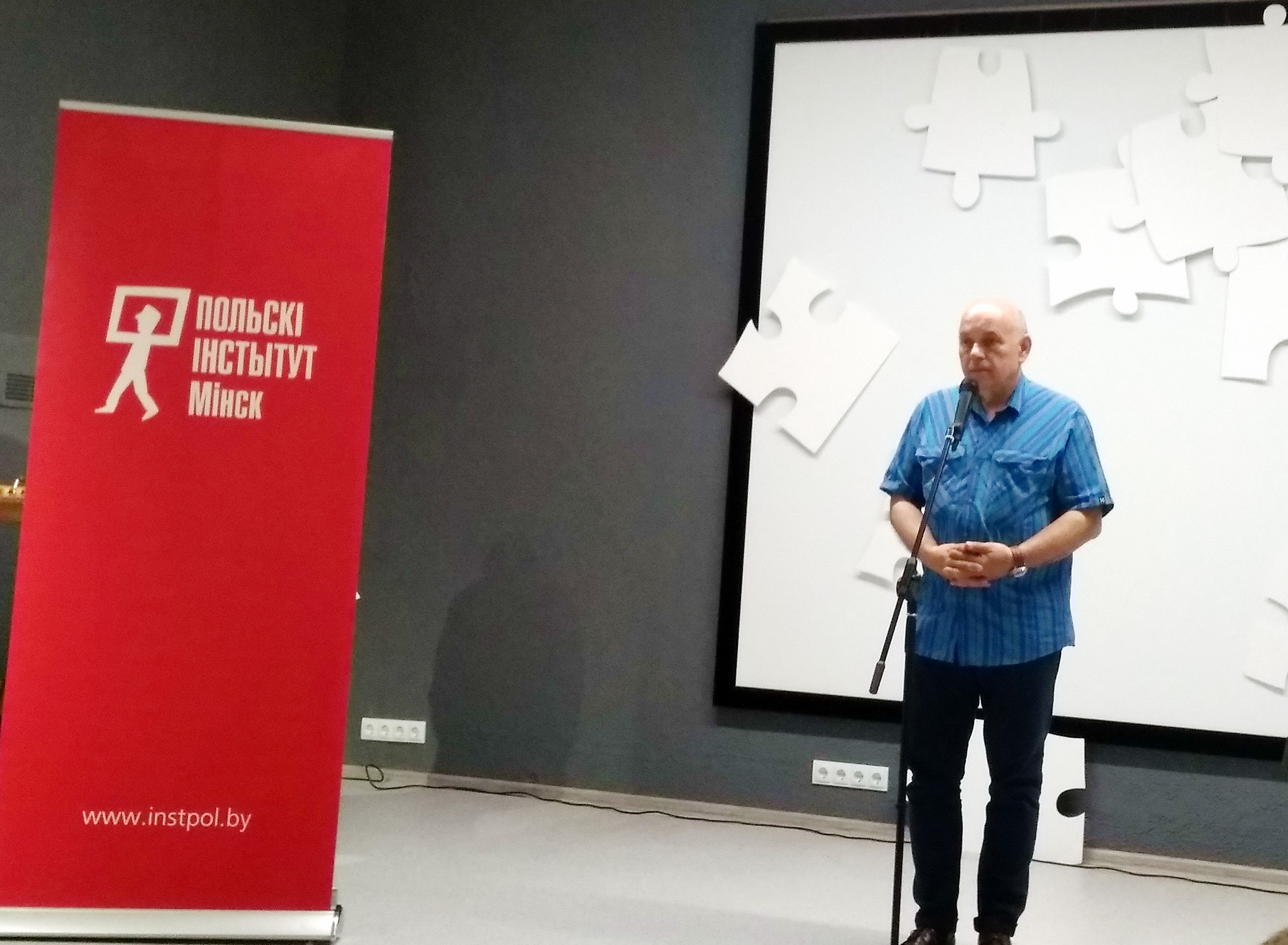
Cezary Karpiński, dyrektor Instytutu od 2018

Instytut Polski w Mińsku (biał. Польскі інстытут у Мінску) – polska placówka kulturalna w Mińsku, podlegająca Ministerstwu Spraw Zagranicznych RP.

## Zadania
Zadaniem instytutu jest upowszechnianie polskiej kultury, nauki i sztuki, wiedzy o historii Polski oraz propagowanie polskiego dziedzictwa narodowego na terenie Białorusi, a także promocja współpracy w dziedzinie kultury, edukacji, nauki oraz sztuki, nawiązywaniem i rozwojem kontaktów, wymianą doświadczeń i wsparciem dialogu pomiędzy Polską a Białorusią.
Przy Instytucie działają dwuletnie kursy języka polskiego i kultury. Instytut organizuje liczne przedsięwzięcia – wystawy, odczyty. Placówka prowadzi również bibliotekę publiczną z czytelnią, gromadzącą książki w języku polskim i czasopisma oraz białoruskie przekłady polskich książek, a także polskie filmy i płyty z polską muzyką. Instytut realizuje corocznie ponad 100 różnorodnych projektów, z udziałem artystów, naukowców i ekspertów z Polski i Białorusi.

## Historia
W lutym 1994 Ministerstwo Spraw Zagranicznych RP podjęło decyzję o utworzeniu Instytutu Polskiego w Mińsku.

## Dyrektor Instytutu
- 1994–1996 – Marek Gołkowski[4]
- 1997–2000 – Tomasz Niegodzisz[5]
- 2000–2006 – Cezary Karpiński[6][7]
- 2006–2013 – Piotr Kozakiewicz[8]
- 2013–2015 – Urszula Doroszewska[9]
- 2016–2018 – Mateusz Adamski[10]
- od 11 października 2018 – Cezary Karpiński[11]